# Aspilota tiatinoi
Aspilota tiatinoi är en stekelart som beskrevs av Sergey A. Belokobylskij 2007. Aspilota tiatinoi ingår i släktet Aspilota och familjen bracksteklar. Inga underarter finns listade.